# National Route 12
Die National Route 12 (kurz N12) ist eine südafrikanische Nationalstraße, die in George am Indischen Ozean beginnt und sich über den Ballungsraum Johannesburg bis nach eMalahleni (Witbank) in der Provinz Mpumalanga erstreckt.

## Streckenverlauf

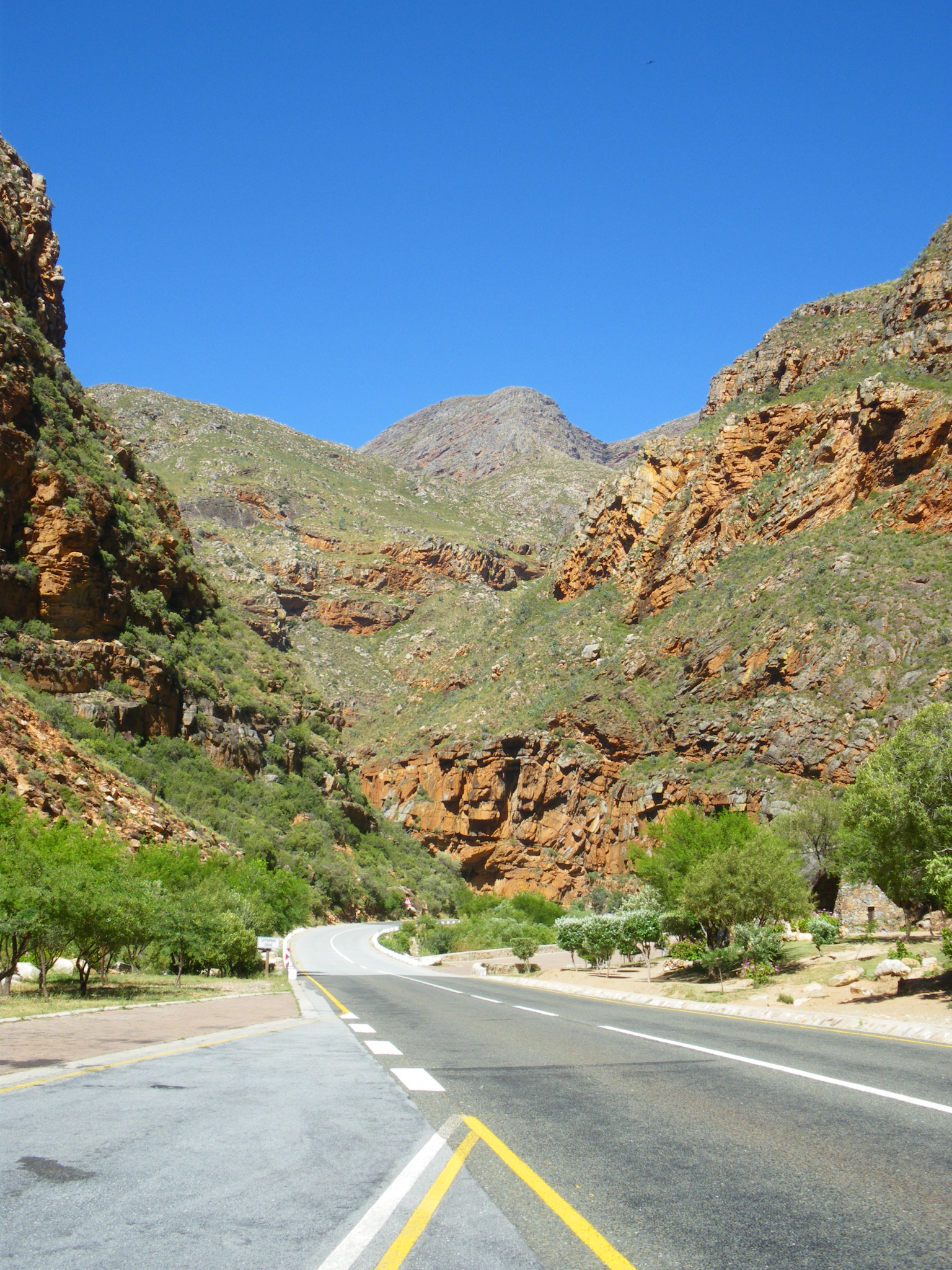
Die N12 in den Swartberg Mountains

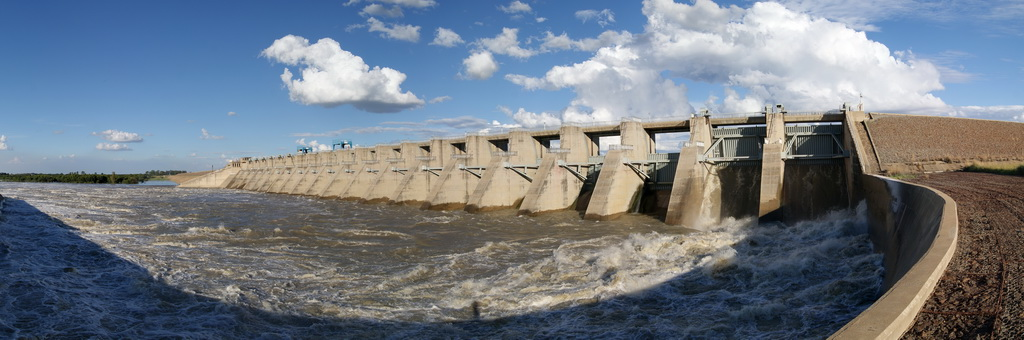
Der Bloemhof Dam bei Bloemhof

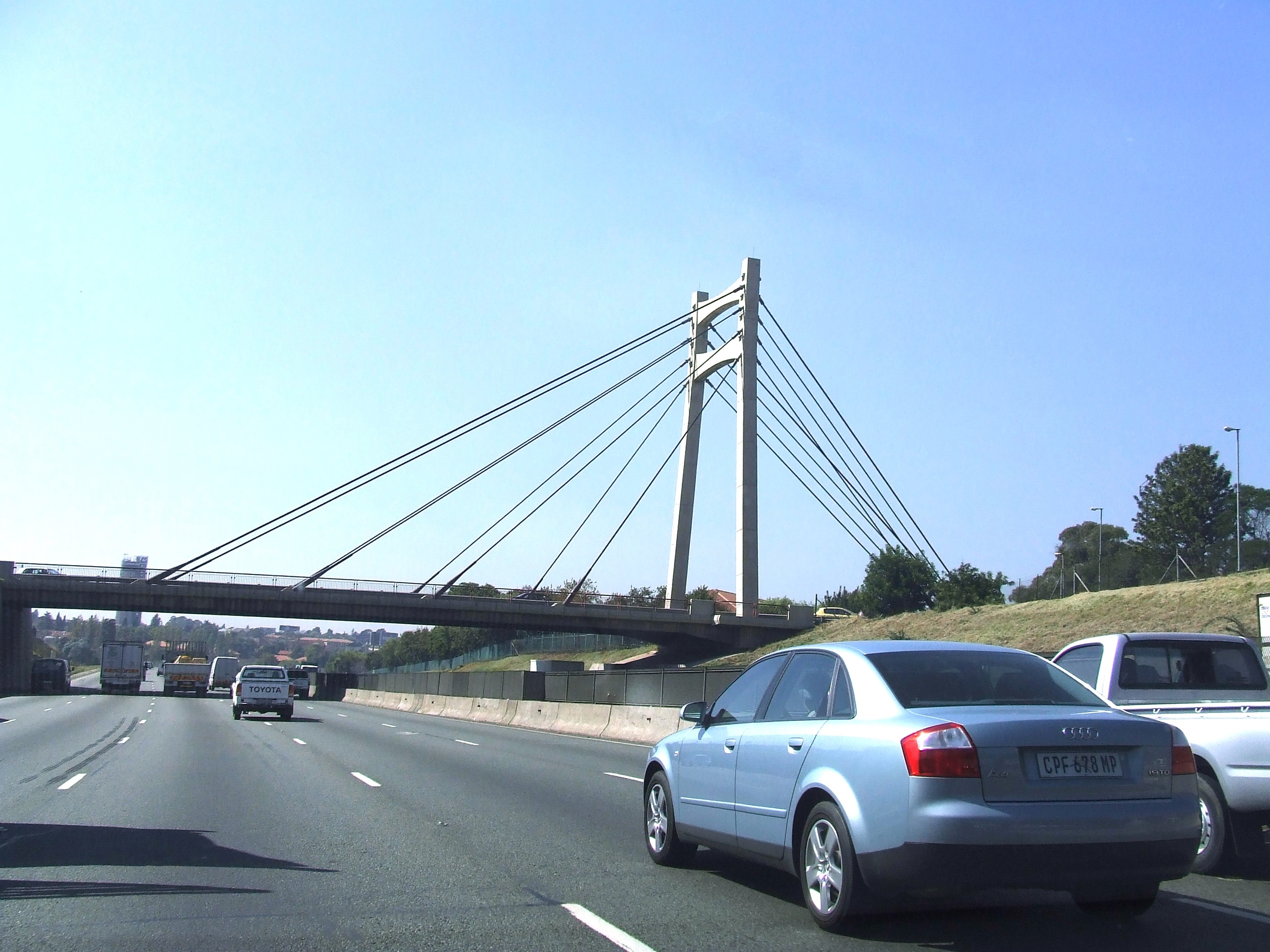
Die N12 bei Bedfordview in Richtung Osten, unweit des OR Tambo International Airport

Die N12 hat ihren südlichsten Endpunkt bei der küstennahen Stadt George am Abzweig (Kraaibosch Interchange) von der N2 auf der Knysna Street. Sie führt von dort auf gemeinsamer Strecke mit der N9 über den Outeniqua-Pass im gleichnamigen Gebirgszug in Richtung Oudtshoorn. Zuvor zweigt die N9 in östliche Richtung ab. Danach kreuzt die Bahnstrecke George–Oudtshoorn und der Straßenverlauf der N12 fällt in die Ebene des Olifants River, den er in Oudtshoorn überquert. Ab diesem Ort folgt sie dem Fluss bis kurz nach Dysselsdorp und steigt bei De Rust wieder an, wobei sie auf ihrem höchsten Punkt die Swartberg Mountains überschreitet. Danach führt sie in direkt nördlicher Richtung durch kaum besiedeltes Terrain der Great Karoo auf Beaufort West zu. Auf diesem Streckenabschnitt verläuft sie auch auf Höhen über 1100 Meter.
Südwestlich von Beaufort West vereinigt sich die N12 mit der von Kapstadt heranführenden N1, die von einer parallelen Eisenbahnstrecke begleitet wird. In Beaufort West führt aus südöstlicher Richtung die R61 heran. Im Ort zweigt die R381 ab, die über den Rosesberg-Pass und den Molteno-Pass am Rande des Karoo-Nationalparks weiter nach Norden führt. Der gemeinsamen Streckenführung mit der N1 folgend zweigt die N12 von dieser bei dem kleinen Ort Three Sisters nach Norden ab. Ab diesem Punkt passiert die N12 wieder gering bewohntes Gebiet, quert bei Victoria West, ein Ort mit Regionalflughafen, die R63 und eine bis in das entferntere Calvinia führende Eisenbahnstrecke. Weiter nordnordöstlich, wieder durch kaum bewohnte Landschaften führend, überschreitet sie den Fluss Ongers, der sein Wasser dem nördlich gelegenen Smart Syndicate Dam zuführt und nimmt von Süden die R398 auf. Nur 17 Kilometer danach erreicht die N12 die Stadt Britstown und kreuzt hier die N10. In Britstown gibt es eine Eisenbahnstrecke zu den weiter nördlich liegenden Bergbauarealen bei Prieska sowie einen Regionalflughafen.
Nach Britstown verläuft die N12 in fast nördliche Richtung durch kaum bewohntes Land auf die Kleinstadt Strydenburg und weiter in nordöstlicher Linie auf Hopetown zu, wo die Regionalstraßen R369 und R388 queren und sie den Oranje überschreitet. Von hier nimmt die Siedlungsdichte wieder leicht zu. Begleitet durch eine Eisenbahnstrecke werden von der N12 nur kleine Ortschaften, wie Belmont, Graspan, Heuningneskloof und Modderrivier tangiert. Kurz vor dem letztgenannten Ort mündet in der Talsenke des Riet die von Koffiefontein heranführende R705 ein. Etwa 37 Kilometer nach Modder Rivier erreicht die Nationalstraße die Diamantenstadt Kimberley, wo sich N8 und N12 kreuzen.
Von Kimberley führt die N12 fast exakt in nördliche Richtung an kleinen Ortschaften vorbei nach Warrenton. In diesem Ort zweigt die N18 ab, die nach Mafikeng an der Grenze zu Botswana endet. Die N12 wendet sich nordöstlich, überschreitet die Provinzgrenze von Northern Cape nach North West, begleitet von einer Eisenbahnstrecke erreicht sie Christiana, wo sie weiter dem Oberlauf des Vaal folgt und bei Bloemhof sich dem gleichnamigen Stausee mit seinem Naturschutzgebiet nähert. Weiter nordöstlich erreicht sie Wolmaransstad, wo die R505 kreuzt sowie die R502 und R504 abzweigen, und schließlich Klerksdorp. Hier kreuzt sie die R30 und tritt in die Region des Goldbergbaus östlich von Johannesburg ein. Nach Klerksdorp und Stilfontein erreicht die N12 die Universitätsstadt Potchefstroom und quert hier die R53. Die R501 zweigt in der Stadt nach Norden in Richtung Carletonville (Merafong City) ab.
Nach Potchefstroom biegt von der N12 die R54 ab, auf der man weiter östlich auf die Industriestädte Vereeniging, Sasolburg und Vanderbijlpark zufahren kann. Die N12 führt jedoch in direkter Richtung auf Johannesburg zu, überschreitet die Provinzgrenze von North West nach Gauteng und mündet im Südbereich von Soweto in die Autobahn N1. Nach einem kurzen gemeinsamen Verlauf zweigt die N12 am Kreuz bei Diepkloof nach Osten ab, von wo sie den Southern Bypass im Straßensystem von Johannesburg bildet. Dabei erstreckt sie sich durch bebautes Areal, kreuzt mehrere Hauptstraßen der Metropole und nimmt westlich von Alberton die aus Süden heranführende R59 auf. In Alberton schwenkt sie nach Norden und ist innerhalb eines großen Knotenpunktes mit der N17 und der N3 verbunden. Etwas westlich davon liegt das große Containerterminal City Deep und unmittelbar östlich davon der Rand Airport. Nun bildet sie gemeinsam mit der N3 den Eastern Bypass, verlässt das Stadtgebiet von Johannesburg und nimmt südlich der alten Main Reef Road den Verkehr des von Westen heranführenden M2 freeway auf. Am Autobahnkreuz in Germiston zwischen den Stadtteilen Morninghill und Bedfordview zweigt sie nach Osten ab. Kurz danach biegt die vom O R Tambo International Airport kommende R24 ein und in Meadowbrook existieren An- und Auffahrten zu städtischen Hauptstraßen von Germiston. Etwas weiter östlich gibt es ein Autobahnkreuz mit der R21, die hier ebenfalls den internationalen Flughafen anbindet.
Die N12 verläuft östlich von Johannesburg nun weiterhin durch dicht bebautes Siedlungsgebiet. Zwischen den Orten Benoni und Daveyton gibt es mehrere Anschlussstellen und bei Modderfontein (östl. Stadtteil von Benoni) kreuzt die R51, womit eine südliche Querverbindung zur N17 bei Springs gegeben ist. Weiter in östliche Richtung überschreitet sie die Provinzgrenze von Gauteng nach Mpumalanga.
Nach der Provinzgrenze führt die N12 in Mpumalanga durch landwirtschaftlich genutztes Gebiet und berührt dabei keine größere Ortschaft. Anschlussstellen ermöglichen Straßenverkehr von und zu nah liegenden Ortschaften, wie Delmas, Argent, Kendal, Ogies und Coalville. Hierbei erschließt sie den nördlichen Bereich einer Region mit umfänglichen Kohletagebauaktivitäten. Erst in den Südostbezirken von eMalahleni (Witbank) trifft die Nationalstraße wieder auf geschlossenes Siedlungsgebiet und endet im Osten der für den Kohlebergbau bekannten Stadt bei ihrer Einmündung in die von Pretoria bzw. aus Richtung Maputo heranführende N4. Der vom Hafen Maputo in Mosambik oder aus Osttransvaal kommende Güterverkehr zweigt an dieser Stelle von dem Trans-Kalahari-Highway (in Südafrika die N4) entweder in Richtung Pretoria oder in Richtung Johannesburg ab.

## Streckenausbau
In ihren südlichen Streckenabschnitten ist die Fahrbahn einspurig und überwiegend mit befestigtem Randstreifen ausgebaut, nach Warrenton auf dem Gebiet der Provinz North West zweispurig, teilweise nur mit unbefestigten Seitenstreifen. Ab Diepkloof, einem Stadtteil von Soweto, wo sie von der kurzen gemeinsamen Streckenführung mit der N1 abzweigt, ist die N12 bis zu ihrem Endpunkt ein Freeway mit insgesamt vier Fahrspuren. Die Fahrbahn der N12 ist durchgängig asphaltiert. In Gauteng gibt es auf der N12 Streckenabschnitte, auf denen durch SANRAL Mautbeträge erhoben werden.